# 孙文辉劫持案
孙文辉劫持案又称红基会劫持案，是指2011年3月31日下午，河北沧州河间市村民孙文辉因儿子患再生障碍性贫血无钱医治向中国红十字基金会小天使基金申请资助。因被告知再生障碍性贫血不属于白血病，不在受助范围，孙文辉持刀劫持办公室一女工作人员。僵持1个多小时后，孙文辉被警方控制。因被鉴定为限制刑事责任能力，4月25日孙文辉被取保候审。

## 事情经过
36岁的孙文辉是河北沧州河间市果子洼回族乡果四村村民，2010年3月，孙文辉10岁的儿子孙凯被查出罹患再生障碍性贫血，在近1年的时间里，家中债台高筑治疗花费了近30万元，虽然新农合能报销一部分，但远远不够。2010年腊月从病友处听说，可向中国红十字基金会申请资助。孙文辉一家三口曾到红基会说明情况。工作人员当时告知，没有针对急性再生障碍性贫血的救助，因此不能受理申请。
2011年3月31日清晨，孙文辉没有告诉家人独自离家去中国红基会。当天下午16:00多，孙文辉来到中国红基会“小天使”基金办公室，希望得到援助，但被告知根据《小天使基金管理规则》，再生障碍性贫血不属于白血病，不在小天使基金援助范围之内，孙文辉走出办公室站了一会儿，17:30再次来到小天使基金办公室，当时只有一名女工作人员在场，孙文辉趁其转身之际将之扑倒在地，并用菜刀抵住该工作人员的脖颈将其劫持，要求对其孩子予以救助。后红基会人员赶到现场劝说并报警，在经过一个多小时的对持后，孙文辉被警方制服，后孙被刑事拘留在东城区看守所。

## 事后进展
案发当晚，中国红基会为从老家赶到北京的孙文辉之子孙凯联系北京军区总医院，让其入院接受治疗，并联系河间当地政府，对孙文辉的家人予以照顾。
在东城区看守所被关押了26天后，被鉴定为限制刑事责任能力而被取保候审。当天下午16点多，孙文辉被家乡的政府官员接走。据律师和法律专家介绍，劫持是绑架罪的一种方式，是判刑较重的罪种，量刑起点在10年以上。限制刑事责任能力是指，经鉴定为不能完全控制行为能力，或者是心因性控制能力减弱，比如说，这个人因为生气着急、冲动，导致情绪激动，无法控制自己，这两方面都可以考虑从轻处理 。
案发后，孙文辉妻子曾说中国红基会曾出具过一份“谅解书”，不过红基会否认了这种说法。
孙文辉获释后，在接受《新京报》采访时表示愿意到北京给被劫持的红基会女工作人员“下跪道歉”。

## 评论
此事于2011年4月下旬被媒体报道，由于前不久刚刚曝光了上海卢湾区红十字会万元餐事件和中国石化“天价酒”事件，再联想到多年来老百姓看病难、看病贵、高油价等问题，而有关部门一直以来缺乏切实有效的作为，人们对一次次有关部门感到失望，而贫富差距越来越大，社会保障制度的缺乏或无力，将弱势群体逼到绝路。甚至有评论认为，孙文辉劫持工作人员的行为有欠妥当，但是认为如果没有劫持事件的发生，孙文辉儿子被救助的可能性极小。